# 侯老師的故事
《侯老師的故事》是大愛電視台「大愛真實人生劇場系列」，全劇共16集，於2002年10月28日至2002年11月8日在大愛電視《大愛劇場》時段（台灣時間每天晚上8:00）播放。